# Pomadasys argenteus
Pomadasys argenteus is een straalvinnige vis uit de familie van Haemulidae en behoort derhalve tot de orde van baarsachtigen (Perciformes). De vis kan een lengte bereiken van 70 cm.

## Leefomgeving
Pomadasys argenteus komt zowel in zoet als zout water voor. Ook in brak water is de soort waargenomen. De vis prefereert een tropisch klimaat en heeft zich verspreid over de Grote en Indische Oceaan. De diepteverspreiding is 15 tot 115 m onder het wateroppervlak.

## Relatie tot de mens
Pomadasys argenteus is voor de visserij van aanzienlijk commercieel belang. In de hengelsport wordt er weinig op de vis gejaagd.